# El Coronil
El Coronil är en ort i Spanien.   Den ligger i provinsen Provincia de Sevilla och regionen Andalusien, i den södra delen av landet, 400 km söder om huvudstaden Madrid. El Coronil ligger 134 meter över havet och antalet invånare är 5 011.
Terrängen runt El Coronil är platt.Runt El Coronil är det ganska tätbefolkat, med 60 invånare per kvadratkilometer. Närmaste större samhälle är Morón de la Frontera, 16,6 km öster om El Coronil. Trakten runt El Coronil består till största delen av jordbruksmark.